# NGC 941
NGC 941 este o galaxie spirală situată în constelația Balena. A fost descoperită în 6 ianuarie 1785 de către William Herschel. Se află la o distanță de 16,83 megaparseci de Pământ.